# Mars 2023
Mars 2023 est le troisième mois de l'année 2023.

## Événements
- 19 février au 5 mars : championnats du monde de ski acrobatique.
- 1er mars : en Finlande, le parlement vote par 184 voix contre 7 pour approuver formellement l'adhésion du pays à l'OTAN et adopter les documents fondateurs de l'alliance militaire[1].
- 2 mars : élection présidentielle au Viêt Nam, l'Assemblée nationale élit Võ Văn Thưởng comme nouveau président du pays, en remplacement de Nguyễn Xuân Phúc.
- 3 mars :  au moins douze personnes sont tuées dans l'explosion d'un pipeline de Shell à Emohua, dans l'État de Rivers, au Nigeria[2].
- 4 mars : le Burundi déploie 100 soldats dans l'est de la République démocratique du Congo pour aider le pays à combattre l'insurrection des milices, notamment du M23[3].
- 5 mars :
  - élections législatives en Estonie, le Parti de la réforme de la Première ministre Kaja Kallas arrive en tête ;
  - élections régionales en Carinthie (Autriche) ;
  - le groupe al-Qaïda dans la péninsule arabique reconnaît que son chef a été tué lors d'une récente frappe aérienne des États-Unis au Yémen[4].
- 5 au 12 mars : 81e édition de la course cycliste masculine Paris-Nice.
- 7 mars :
  - élections générales micronésiennes ;
  - en France, fort mouvement social contre le projet de réforme des retraites du gouvernement ; avec entre 1 280 000 (selon le ministère de l'Intérieur) et 3 500 000 (selon les syndicats) participants, c'est la plus grande manifestation de protestation depuis la fin de la Seconde Guerre mondiale, quel que soit les chiffres retenus.
  - au Bangladesh, une explosion au marché de Dacca tue au moins 17 personnes et fait plus de 140 blessés.
- 8 au 15 mars : le cyclone Freddy frappe Madagascar ainsi que le Mozambique et le Malawi, faisant plus de 300 morts.
- À partir du 8 mars : La Silicon Valley Bank et la Signature Bank s'effondrent toutes deux en l'espace de trois jours, devenant les deuxième et troisième plus grandes faillites bancaires de l'histoire des États-Unis d'Amérique.
- 9 mars :
  - élection présidentielle au Népal, Ram Chandra Poudel est élu ;
  - en Allemagne, une fusillade à Hambourg fait au moins sept morts[5];
  - en Afghanistan, le gouverneur (en) de la province de Balkh, Mohammad Dawood Muzammil, est assassiné dans son bureau par un kamikaze de la branche khorassanienne de Daech. Deux civils qui se trouvaient en sa compagnie meurent également dans l'attentat-suicide tandis que quatre autres personnes (trois militaires et un civil) sont blessées[6].
- 10 mars : en Chine, Xi Jinping est réélu président pour un troisième mandat, puis Li Qiang est nommé premier ministre.
- 11 mars : l'Iran et l'Arabie saoudite, annoncent le rétablissement de leurs relations diplomatiques (rompues en 2016) à l'issue de pourparlers en Chine[7].
- 12 mars :
  - élections sénatoriales au Cameroun ;
  - au moins 22 personnes sont tuées et deux autres sont portées disparues après qu'un bateau se dirigeant vers Mayotte a chaviré au large de Madagascar[8] ;
  - 95e cérémonie des Oscars à Los Angeles, en Californie.
- 14 mars : incident entre un drone américain et un avion de chasse russe en mer Noire.
- 15 mars : élections provinciales aux Pays-Bas.
- 17 mars : la Cour pénale internationale émet des mandats d'arrêt contre le président russe Vladimir Poutine et la responsable russe Maria Lvova-Belova pour l'enlèvement d'enfants en Ukraine[9].
- 18 mars : 
  - un séisme de magnitude 6,8 fait au moins quinze morts dans le sud de l'Équateur et le nord du Pérou[10] ;
  - l'Irlande remporte le tournoi des Six Nations pour la 23e fois, en réalisant son quatrième grand chelem.
- 19 mars :
  - élections législatives au Kazakhstan ;
  - élection présidentielle au Monténégro (1er tour), Milo Đukanović et Jakov Milatović arrivent en tête ;
  - en Suisse, le Conseil fédéral annonce le rachat du Crédit suisse par la banque UBS.
- 20 mars : le projet de réforme des retraites est adopté par le Parlement français au moyen de l'article 49.3 de la Constitution, les deux motions de censure étant rejetées[11].
- 20 au 26 mars : championnats du monde de patinage artistique à Saitama au Japon.
- 21 mars : un tremblement de terre en Afghanistan et au Pakistan tue au moins 30 personnes et en blesse plus de 380 autres[12].
- 22 au 26 mars : championnats d'Europe de karaté.
- 23 mars :
  - une descente de police dans une favela de São Gonçalo (Rio de Janeiro), au Brésil, entraîne la mort de 13 personnes et la capture de deux chefs de gang Comando Vermelho des États du nord de Pará et Sergipe[13] ;
  - en France, neuvième journée de mobilisation nationale contre le projet de réforme des retraites, marquée par de nombreux incidents toutes les nuits du 20 au 24 mars, réunissant entre 1,089 millions (selon le gouvernement) et 3,5 millions (selon les syndicats) de participants[14].
- 24 au 26 mars : aux États-Unis d'Amérique, au moins 25 personnes sont tuées dans des tempêtes et une tornade dans les États du Mississippi et l'Alabama[15].
- 25 mars au 29 avril : 28e édition du Tournoi des Six Nations féminin.
- 26 mars :
  - élections législatives à Cuba ;
  - élections législatives au Turkménistan ;
  - le Honduras transfère sa reconnaissance diplomatique officielle de la « Chine », de la république de Chine à la république populaire de Chine[16].
- 27 mars : une fusillade dans une école à Nashville dans l'état du Tennessee aux États-Unis d'Amérique fait six morts, dont trois enfants.
- 28 mars :
  - au Mexique, au moins 38 personnes sont tuées dans un incendie dans un centre de détention pour migrants à Ciudad Juárez dans l'état de Chihuahua ;
  - les Philippines annoncent suspendre ses relations avec la Cour pénale internationale (CPI) en raison du refus de la CPI de suspendre son enquête sur les crimes présumés commis par l'administration de l'ancien président Rodrigo Duterte pendant la guerre du pays contre la drogue[17].
  - découverte de l’astéroïde 2023 FW13, le quasi-satellite de la Terre le plus stable connu à ce moment-là.
- 30 mars : aux États-Unis, deux hélicoptères Sikorsky HH-60 Pave Hawk entrent en collision en vol au-dessus de Fort Campbell (en) dans l'État du Kentucky, neuf personnes sont tuées.